# 미셸 피시백
미셸 루이스 헬렌 피쉬바흐(Michelle Louise Helene Fischbach, 1965년 11월 3일 ~ )는 미국의 정치인이다.

## 학력
- 세인트 베네딕트 대학
- 세인트 클라우드 주립 대학교 인문사회 학사
- 윌리엄 미첼 법학대학 법무박사

## 경력
- 1996.02 ~ 2013.01 제79·80·81·82·83·84·85·86·87대 미네소타주 제13선거구 상원의원
- 2011.01 ~ 2013.01 제47대 미네소타 상원의장
- 2013.01 ~ 2018.05 제88·89·90대 미네소타주 제14선거구 상원의원
- 2017.01 ~ 2018.05 제49대 미네소타 상원의장
- 2018.01 ~ 2019.01 제49대 미네소타주 부지사
- 2021.01 ~ 제117~대 미국 미네소타 제7선거구 연방하원의원

## 역대 선거 결과
| 선거명        | 직책명                        | 대수  | 정당   | 득표율 | 득표수    | 결과 | 당락                     |
| ------------- | ----------------------------- | ----- | ------ | ------ | --------- | ---- | ------------------------ |
| 1996년 재선거 | 상원의원 (미네소타 제14부)    | 79대  | 공화당 | 51.52% | 5,800표   | 1위  | 미네소타 주의원 당선     |
| 1996년 선거   | 상원의원 (미네소타 제14부)    | 80대  | 공화당 | 53.08% | 16,777표  | 1위  | 미네소타 주의원 당선     |
| 2000년 선거   | 상원의원 (미네소타 제14부)    | 82대  | 공화당 | 64.76% | 23,126표  | 1위  | 미네소타 주의원 당선     |
| 2002년 선거   | 상원의원 (미네소타 제14부)    | 83대  | 공화당 | 56.94% | 18,356표  | 1위  | 미네소타 주의원 당선     |
| 2006년 선거   | 상원의원 (미네소타 제14부)    | 85대  | 공화당 | 58.64% | 20,198표  | 1위  | 미네소타 주의원 당선     |
| 2010년 선거   | 상원의원 (미네소타 제14부)    | 87대  | 공화당 | 63.82% | 21,422표  | 1위  | 미네소타 주의원 당선     |
| 2012년 선거   | 상원의원 (미네소타 제13부)    | 88대  | 공화당 | 63.63% | 26,015표  | 1위  | 미네소타 주의원 당선     |
| 2016년 선거   | 상원의원 (미네소타 제13부)    | 90대  | 공화당 | 68.60% | 29,235표  | 1위  | 미네소타 주의원 당선     |
| 2020년 선거   | 하원의원 (미네소타 제7선거구) | 117대 | 공화당 | 53.39% | 194,066표 | 1위  | 미네소타주 하원의원 당선 |
| 2022년 선거   | 하원의원 (미네소타 제7선거구) | 118대 | 공화당 | 66.95% | 204,766표 | 1위  | 미네소타주 하원의원 당선 |
| 2024년 선거   | 하원의원 (미네소타 제7선거구) | 119대 | 공화당 | 70.45% | 275,098표 | 1위  | 미네소타주 하원의원 당선 |